# 卡图久加纳帕利
卡图久加纳帕利（Kathujuganapalli），是印度泰米尔纳德邦Dharmapuri县的一个城镇。总人口15488（2001年）。

## 人口
该地2001年总人口15488人，其中男性7866人，女性7622人；0—6岁人口1818人，其中男955人，女863人；识字率72.75%，其中男性为79.24%，女性为66.06%。